# Receptorcell

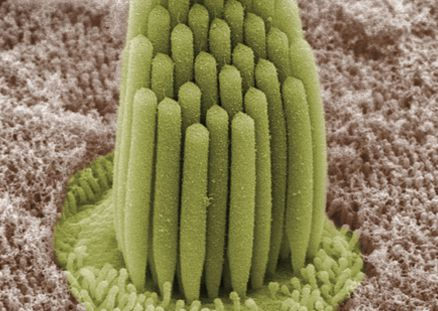
Stereocilier, en sorts sinnesceller från innerörat hos en groda

Receptorceller eller sinnesceller är de celler varmed våra sinnen registrerar impulser, som sedan är basen för sinnesintryck. På cellen sitter receptorer som vid stimuli ger impuls till signal i cellen, som sedan via afferenta nerver överförs till centrala nervsystemet. Sinnescellerna finns antingen utspridda i olika vävnader, som huden, eller samlade i olika sinnesorgan. Ögat och örat är exempel på sinnesorgan.
Receptorcellerna omvandlar informationen till elektriska signaler. Signalerna förs sedan vidare som nervimpulser i de nervtrådar som har kontakt med sinnescellerna. De olika sinnescellerna tar bara emot informationen, medan det är nervsystemet som för den vidare till hjärnan. Först när informationen når hjärnan blir man medveten om den, exempelvis ljud, smak eller smärta. Tack vare informationen kan man reagera på ett lämpligt sätt i olika situationer.
Intryck från omvärlden registreras med hjälp av följande sinnen:
- Känsel
- Lukt
- Smaksinne
- Hörsel
- Balanssinne
- Syn

## Typer av sensoriska receptorer
- Mekanoreceptorer
- Kemoreceptorer
- Nociceptorer (registrerar smärta)
- Fotoreceptorer
- Termoreceptorer (registrerar temperatur och temperaturändringar)